# Internationaler Arbeit- und Amateursportbund

Logo

Der Internationale Arbeit- und Amateursportbund (englisch International Labour and Amateurs in Sports Confederation; französisch Confédération Sportive Internationale Travailliste et Amateur, Abk. CSIT) ist ein internationaler Verband des Arbeitersports mit Sitz in Wien.

## Geschichte
Eine erste internationale Organisation der Arbeitersportbewegung entstand im Jahre 1913 mit der Gründung der „Association Socialiste Internationale d'Education physique“ (ASIEP), der zunächst Frankreich, Belgien, Großbritannien und Österreich angehörten. Der deutsche Arbeiter-Turnerbund stand dieser Gründung reserviert gegenüber, schloss sich aber letztlich im März 1914 der ASIEP an. Wie die politischen und gewerkschaftlichen Organisationen der internationalen Arbeiterbewegung brach auch die ASIEP mit dem Beginn des Ersten Weltkrieges zusammen.
Die Wiederbelebung erfolgte 1920 mit der Gründung des „Internationalen Arbeiterverbandes für Sport und Körperkultur“, der wegen seines Gründungsortes auch „Luzerner Sportinternationale“ (LSI) genannt wurde. Gründungsmitglieder waren Deutschland, Großbritannien, Frankreich, Belgien, die Schweiz, Finnland, die Tschechoslowakei und Italien. Österreich wurde erst 1924 in die LSI aufgenommen, nachdem sich der Arbeiterbund für Sport und Körperkultur Österreich (ASKÖ) unter Ausschluss der Arbeiter-Fußballer, die Beziehungen zum bürgerlichen Fußball-Verband aufrechterhielten, gegründet hatte. Im Januar 1928 taufte sich die Organisation offiziell in Sozialistische Arbeitersport-Internationale (SASI) um. Ziele waren die Hebung der körperlichen Gesundheit der Arbeiter, deren internationale Verbrüderung und der Kampf gegen den Missbrauch des Sports für nationalistische und militaristische Zwecke sowie gegen Rekordsucht und Kommerzialisierung. Zunächst war der Dachverband um strikte Neutralität in den nach der russischen Revolution und der Spaltung der internationalen Arbeiterbewegung ausgebrochenen Auseinandersetzungen zwischen Sozialdemokraten und Kommunisten bemüht. 1927 gab er seine politische Neutralität offiziell auf und bekannte sich zur Sozialdemokratie.
Der Verband richtete in der Zwischenkriegszeit internationale Arbeiterolympiaden aus. Sie fanden 1925 in Frankfurt am Main (Sommer) und Schreiberhau (Winter), 1931 in Wien (Sommer) und Mürzzuschlag (Winter) und 1937 in Antwerpen (Sommer) und Janské Lázně (Winter) statt. Der Verband organisierte auch die Arbeiterfußball-Europameisterschaft 1932/34 (die aufgrund der Zerschlagung der Arbeitersportverbände in Deutschland und Österreich abgebrochen wurde) und beteiligte sich am antifaschistischen Arbeitersportleraufmarsch in Paris 1934 und der Volksolympiade 1936 in Barcelona.
Die SASI stand in Konkurrenz zur 1921 in Moskau gegründeten und bis 1937 existierenden „Roten Sportinternationale“ (RSI), die den Arbeitersport dem Kommunismus zuzuführen und der Außenpolitik der Sowjetunion nutzbar zu machen trachtete. Die Sozialistische Arbeitersport-Internationale schloss RSI-Athleten von der Teilnahme an den Arbeiterolympiaden 1925 und 1931 aus und untersagte den eigenen Mitgliedern 1928 die Teilnahme an der von der RSI organisierten Internationalen Spartakiade in Moskau. Mit dem Beginn des Zweiten Weltkrieges brach die SASI zusammen. Nach dem Zweiten Weltkrieg wurde der Verband in Brüssel am 30. Mai 1946 unter dem Namen Comité Sportif International du Travail wiedergegründet. In der Periode des Kalten Krieges konnte er aber nicht mehr an seine Bedeutung der Zwischenkriegszeit anknüpfen.

## Die CSIT heute
Der Verband umfasst heute 50 Organisationen aus 37 Ländern und 4 Kontinenten. Am 31. Oktober 1986 wurde er vom Internationalen Olympischen Komitee anerkannt. Der Sitz wurde 1993 nach Eilat verlegt und dabei der Name angepasst: Confédération Sportive Internationale du Travail. 2009 folgte der Umzug nach Wien. Im Jahre 2011 beschloss die CSIT-Generalversammlung in Rio de Janeiro, sich jeglichen Amateuren zu öffnen und änderte daraufhin den Namen auf Confédération Sportive Internationale Travailliste et Amateur.
Mitglied in Deutschland ist der Rad- und Kraftfahrerbund Solidarität (RKB), in Österreich die ASKÖ und in der Schweiz der SATUS.
Seit 2008 organisiert die CSIT die World Sports Games als internationale Breitensportveranstaltung. Die bisherigen Austragungen fanden in Rimini (2008), Tallinn (2010), Varna (2013), Lignano (2015), Riga (2017) und Tortosa (2019) statt. Die Spiele im Jahr 2021 wurden aus Sicherheitsgründen wegen der weltweiten COVID-19-Pandemie abgesagt.

## Archive
Archivbestände zur Geschichte der CSIT befinden sich im Internationalen Institut für Sozialgeschichte in Amsterdam und im Schweizerischen Sozialarchiv in Zürich.